# 安东尼奥·弗洛雷斯
安东尼奥·弗洛雷斯（西班牙語：Antonio Flores，1923年7月13日—2001年5月16日），墨西哥男子足球运动员，司职中场。他曾代表墨西哥国家队参加1950年国际足联世界杯，结果队伍止步小组赛阶段。